# Psychotria unioensis
Psychotria unioensis är en måreväxtart som beskrevs av André Guillaumin. Psychotria unioensis ingår i släktet Psychotria och familjen måreväxter. Inga underarter finns listade i Catalogue of Life.